# Голум
Голум (енгл. Gollum) је измишљени лик из Толкиновог легендаријума. Први пут се помиње у дечјем роману Хобит из 1937. године. Пореклом хобит, Голум је некада живео у Гладенским пољима под именом Смигол. После проналаска Јединственог прстена, Голум се крије у пећини 500 година. После њега носилац прстена је Билбо Багинс. Иначе, Голум је и добар и зао и током радње Господара Прстенова премишља се да ли да убије Фрода Багинса и Сема Гамџија или не.